# Baltasar Rodríguez
Baltasar Luis Gallego Rodríguez (ur. 9 lipca 2003 w Monte Hermoso) – argentyński piłkarz występujący na pozycji ofensywnego pomocnika lub skrzydłowego, od 2023 roku zawodnik Racing Clubu.